# Friedrich Albrecht Anton Meyer
Pour les articles homonymes, voir Meyer.
Friedrich Albrecht Anton Meyer est un médecin et un naturaliste allemand, né en 1768 et mort en 1795.
Cofondateur de la Societas physica privata Gottingensis, il obtient en 1790 un titre de docteur avec une thèse intitulée Dissertatio inauguralis medico-therapeutica De cortice angusturae.... Il fait paraître en 1793 Systematisch-summarische Uebersicht der neuesten zoologischen Entdeckungen in Neuholland und Afrika sur la faune africaine.

## Liste partielle des publications
- 1795 : Synopsis reptilium: novam ipsorum sistens generum methodum: nec non gottingensium huius ordinis… Vandenhoek et Ruprecht.